# Al-Batina
Pour les articles homonymes, voir Batina.

Al Batinah

Al-Batina (arabe : الباطنة) était une région côtière du nord du Sultanat d'Oman, regroupant une population inférieure à un million d'habitants.

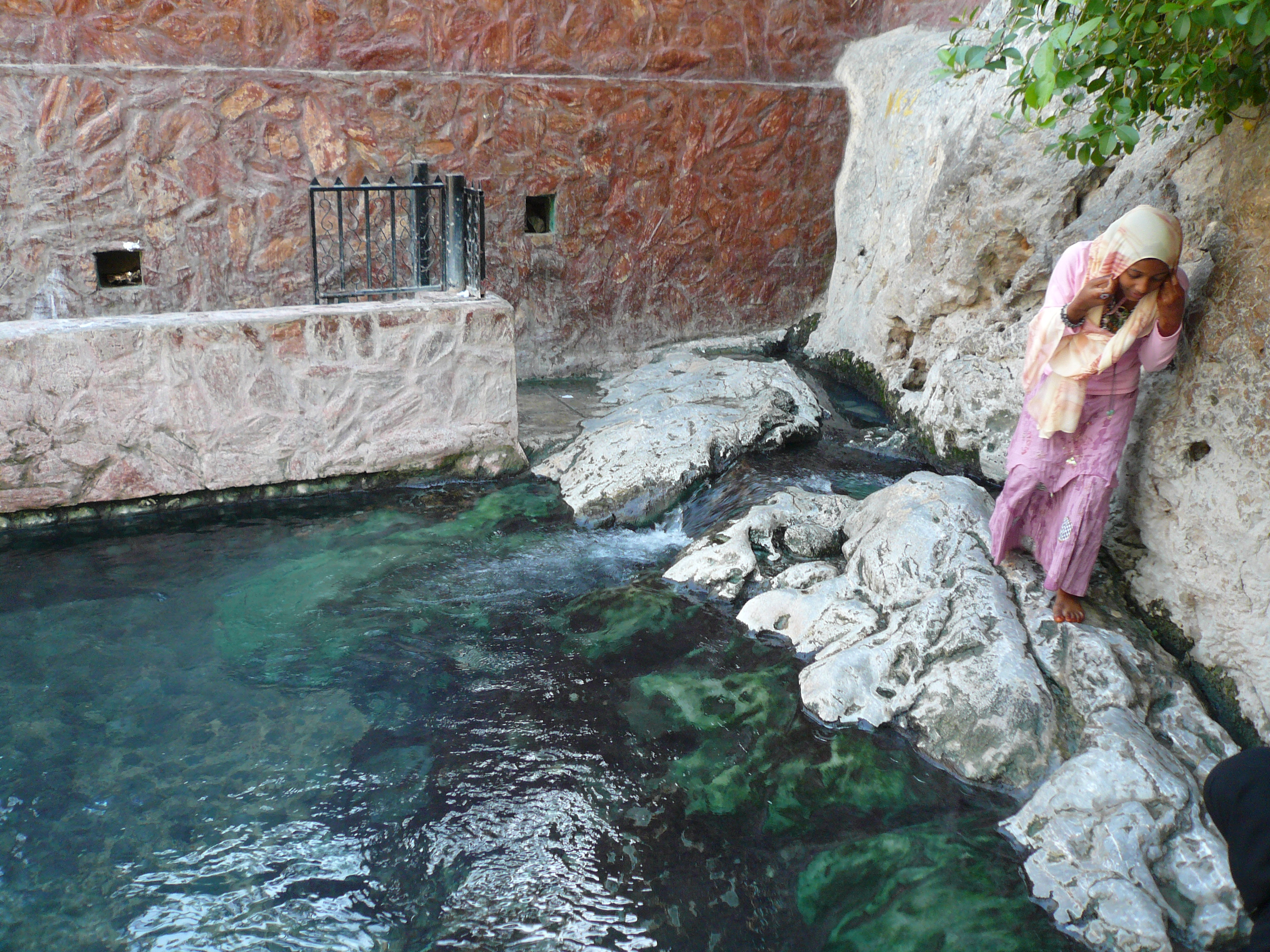
Source chaude à Al-Thawara

La réforme du 28 octobre 2011 l’a scindé en deux gouvernorats : Al-Batina du Nord et Al-Batina du Sud.

## Villes principales
(du Nord au Sud)
- Shinas (43 000)
- Liwa, Al Liwa,
- Sohar, As Suhar, (104 000 hab)
- Saham (85 000)
- Al Khaboura
- Suwayq, As Suwaiq, (101 000)
- Masna
- Barka, Birqa, (75 000), combats de taureaux,
- Rustaq (75 000)

## Autres lieux ou localités intéressants

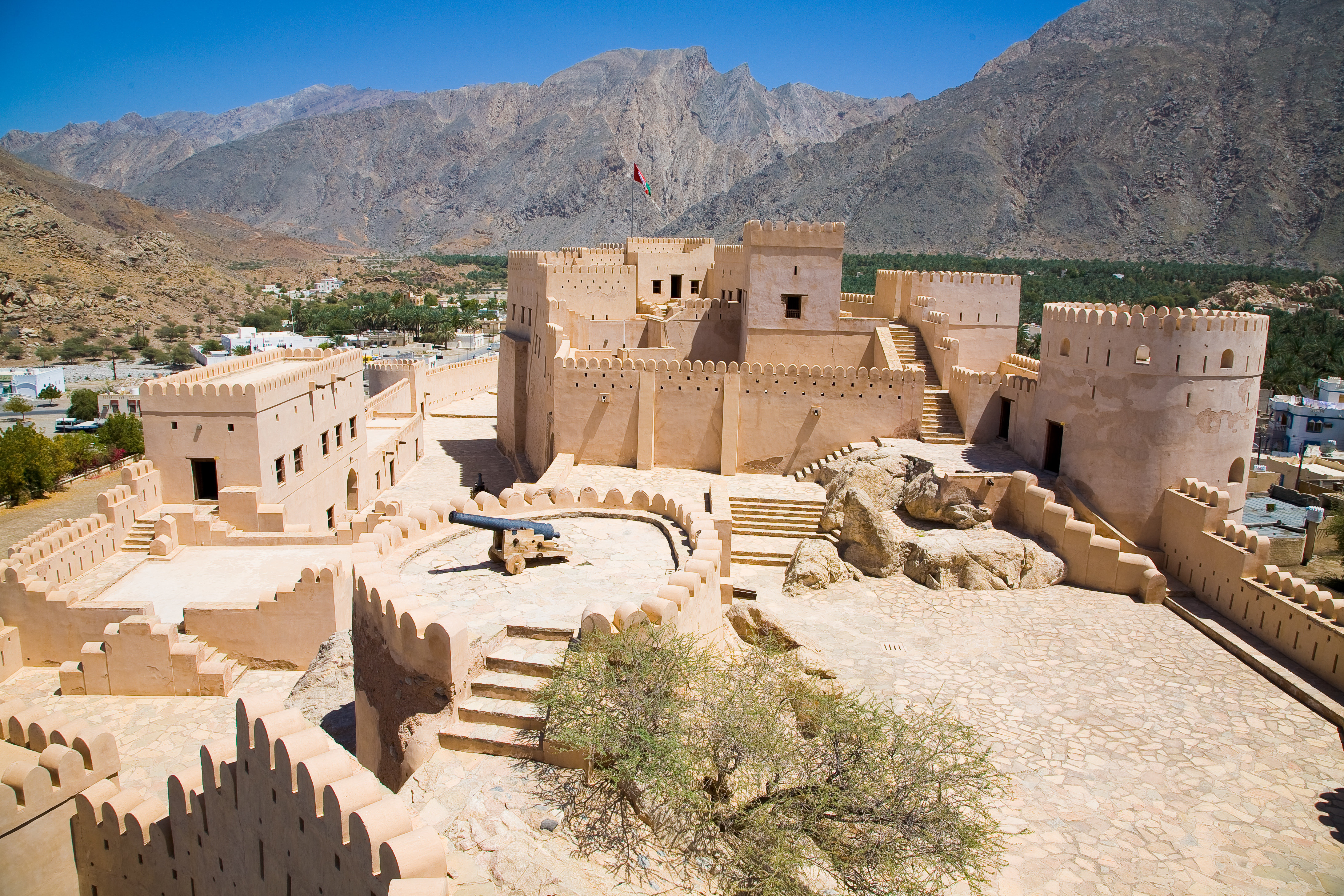
Le fort Nakhal.

- Nakhal
- Wadi Hoqain
- Sawadi
- îles Damanayat